# Wiceprezydenci Indii
Wiceprezydenci Indii – lista wiceprezydentów Indii od 1952 roku.

## Informacje ogólne
Urząd wiceprezydenta Indii wprowadziła konstytucja uchwalona w 1949. Zgodnie z konstytucją wiceprezydent:
- jest drugim pod względem ważności konstytucyjnym urzędem w kraju;
- pełni funkcję przewodniczącego (ex-officio) izby wyższej indyjskiego parlamentu Rajya Sabha (Izby Stanów);
- w razie śmierci prezydenta lub w razie niemożności sprawowania przez niego urzędu, pełni funkcję prezydenta.

Realna władza wykonawcza w Indiach pozostaje w rękach premiera.
Wiceprezydent jest wybierany przez obie izby parlamentu indyjskiego: Rajya Sabha i Lok Sabha na wspólnym posiedzeniu w tajnym głosowaniu. Urząd ten może objąć obywatel Indii powyżej 35 roku życia, nie pełniący żadnej innej funkcji publicznej, poza byciem członkiem Izby Stanu (Rajya Sabha).
Pierwsi trzej wiceprezydenci (Sarvepalli Radhakrishnan, Zakir Hussain i Varahagiri Venkata Giri) w kolejnej kadencji obejmowali urząd prezydenta. Później również Ramaswamy Venkataraman, Shankar Dayal Sharma oraz Kocheril Raman Narayanan najpierw obejmowali urząd wiceprezydenta, by następnie zostać głową państwa.

## Lista wiceprezydentów Indii
Poniższa tabela zawiera listę wiceprezydentów Indii od 1952 roku
| Nr | Wiceprezydent                        | Zdjęcie | Od               | Do               | Partia                        | Prezydent                                       |
| -- | ------------------------------------ | ------- | ---------------- | ---------------- | ----------------------------- | ----------------------------------------------- |
| 1  | Sarvepalli Radhakrishnan (1888–1975) |         | 13 maja 1952     | 12 maja 1962     | niezależny                    | Rajendra Prasad                                 |
| 2  | Zakir Hussain (1897–1969)            |         | 13 maja 1962     | 12 maja 1967     | niezależny                    | Sarvepalli Radhakrishnan                        |
| 3  | Varahagiri Venkata Giri (1894–1980)  |         | 13 maja 1967     | 3 maja 1969      | Indyjski Kongres Narodowy     | Zakir Hussain                                   |
| 4  | Gopal Swarup Pathak (1896–1982)      |         | 31 sierpnia 1969 | 30 sierpnia 1974 | niezależny                    | Varahagiri Venkata Giri                         |
| 5  | Basappa Danappa Jatti (1912–2002)    |         | 31 sierpnia 1974 | 30 sierpnia 1979 | Indyjski Kongres Narodowy     | Fakhruddin Ali Ahmed Neelam Sanjiva Reddy       |
| 6  | Muhammad Hidayatullah (1905–1992)    |         | 31 sierpnia 1979 | 30 sierpnia 1984 | niezależny                    | Neelam Sanjiva Reddy Giani Zail Singh           |
| 7  | Ramaswamy Venkataraman (1910–2009)   |         | 31 sierpnia 1984 | 24 lipca 1987    | Indyjski Kongres Narodowy     | Giani Zail Singh                                |
| 8  | Shankar Dayal Sharma (1918–1999)     |         | 3 września 1987  | 24 lipca 1992    | Indyjski Kongres Narodowy     | Ramaswamy Venkataraman                          |
| 9  | Kocheril Raman Narayanan (1920–2005) |         | 21 sierpnia 1992 | 24 lipca 1997    | Indyjski Kongres Narodowy     | Shankar Dayal Sharma                            |
| 10 | Krishan Kant (1927–2002)             |         | 21 sierpnia 1997 | 27 lipca 2002    | Janata Dal                    | Kocheril Raman Narayanan Abdul Kalam            |
| 11 | Bhairon Singh Shekhawat (1923–2010)  |         | 19 sierpnia 2002 | 21 lipca 2007    | Indyjska Partia Ludowa        | Abdul Kalam                                     |
| 12 | Mohammad Hamid Ansari (1937– )       |         | 11 sierpnia 2007 | 11 sierpnia 2017 | niezależny                    | Pratibha Patil Pranab Mukherjee Ram Nath Kovind |
| 13 | Venkaiah Naidu (1949– )              |         | 11 sierpnia 2017 | 11 sierpnia 2022 | Narodowy Sojusz Demokratyczny | Ram Nath Kovind                                 |
| 14 | Jagdeep Dhankhar (1951– )            |         | 11 sierpnia 2022 | 21 lipca 2025    | Indyjska Partia Ludowa        | Draupadi Murmu                                  |